# Rosa 'Moonsprite'
'Moonsprite' (el nombre de la obtención registrada de 'Moonsprite'® ), es un cultivar de rosa que fue conseguido en California en 1956 por el rosalista estadounidense Herb Swim.

## Descripción
'Moonsprite' es una rosa moderna cultivar del grupo Floribunda.
El cultivar procede del cruce de 'Sutter's Gold' (Swim 1950) x 'Ondine' (Ketten 1936).
Las formas arbustivas del cultivar tienen porte pequeño erguido y alcanza de 90 cm de alto. Las hojas son de color verde oscuro, semibrillante. Follaje coriáceo.
Sus delicadas flores de color crema, con amarillo dorado en el centro. Fragancia fuerte. Rosa de diámetro medio de 2.5". Medios, completos 80 pétalos. La flor con forma amplia, muy doble con más de 41 pétalos, generalmente en racimo. En pequeños grupos, capullos altos centrados, floración en forma de copa, tipo rosas antiguas, en roseta. 
Florece en oleadas a lo largo de la temporada. Primavera o verano son las épocas de máxima floración, si se le hacen podas más tarde tiene después floraciones dispersas.

## Origen
El cultivar fue desarrollado en California por el prolífico rosalista estadounidense Herb Swim en 1956. 'Moonsprite' es una rosa híbrida diploide con ascendentes parentales de 'Sutter's Gold' (Swim 1950) x 'Ondine' (Ketten 1936).
La obtención fue registrada bajo el nombre cultivar de 'Moonsprite'® por Herb Swim en 1956 y se le dio el nombre comercial de exhibición 'Moonsprite'™.
- La rosa fue creada por Herb Swim en California antes de 1956 e introducida por Armstrong Nurseries en el resto de los Estados Unidos en 1956 como 'Moonsprite'.[1]
- La rosa 'Moonsprite' fue introducida en Estados Unidos con la patente "United States - Patent No: PP 1,450  on  17 Jan 1956".[1]

## Premios y galardones
- Baden-Baden Gold Medal 1955.
- Rome Gold Medal 1956.

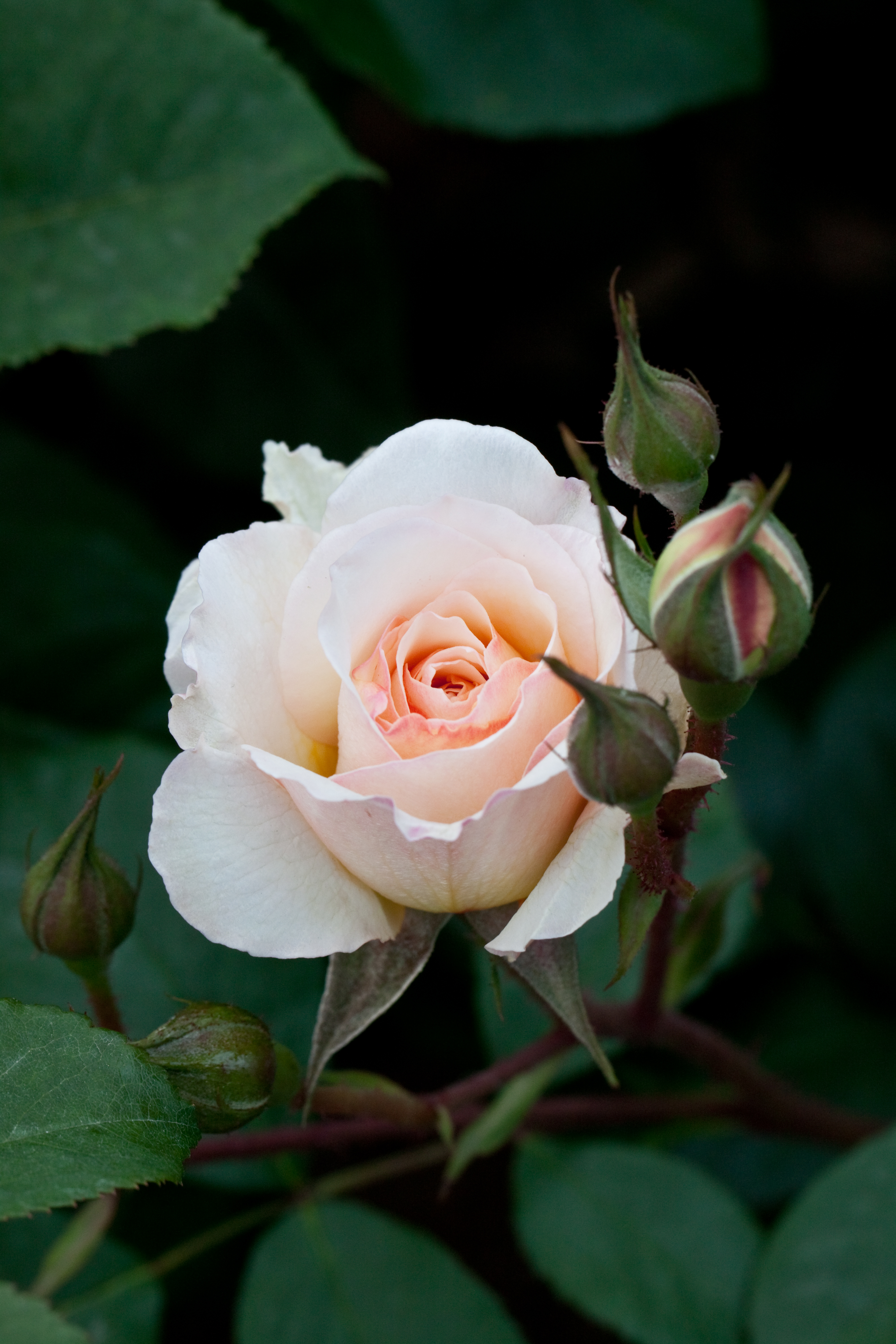
Capullos de 'Moonsprite'
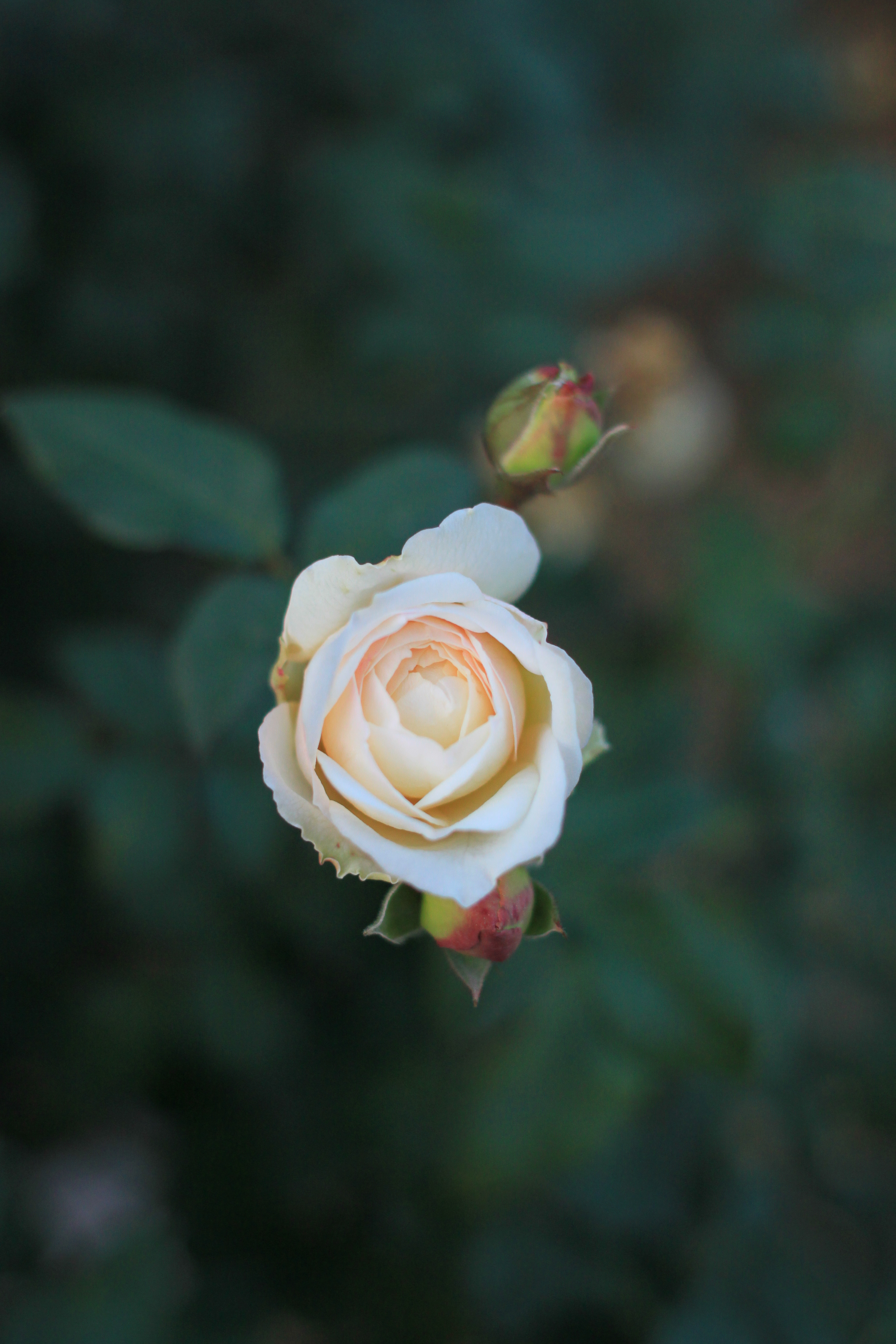
'Moonsprite'.En el Jardín Botánico de Kioto,(Japón).
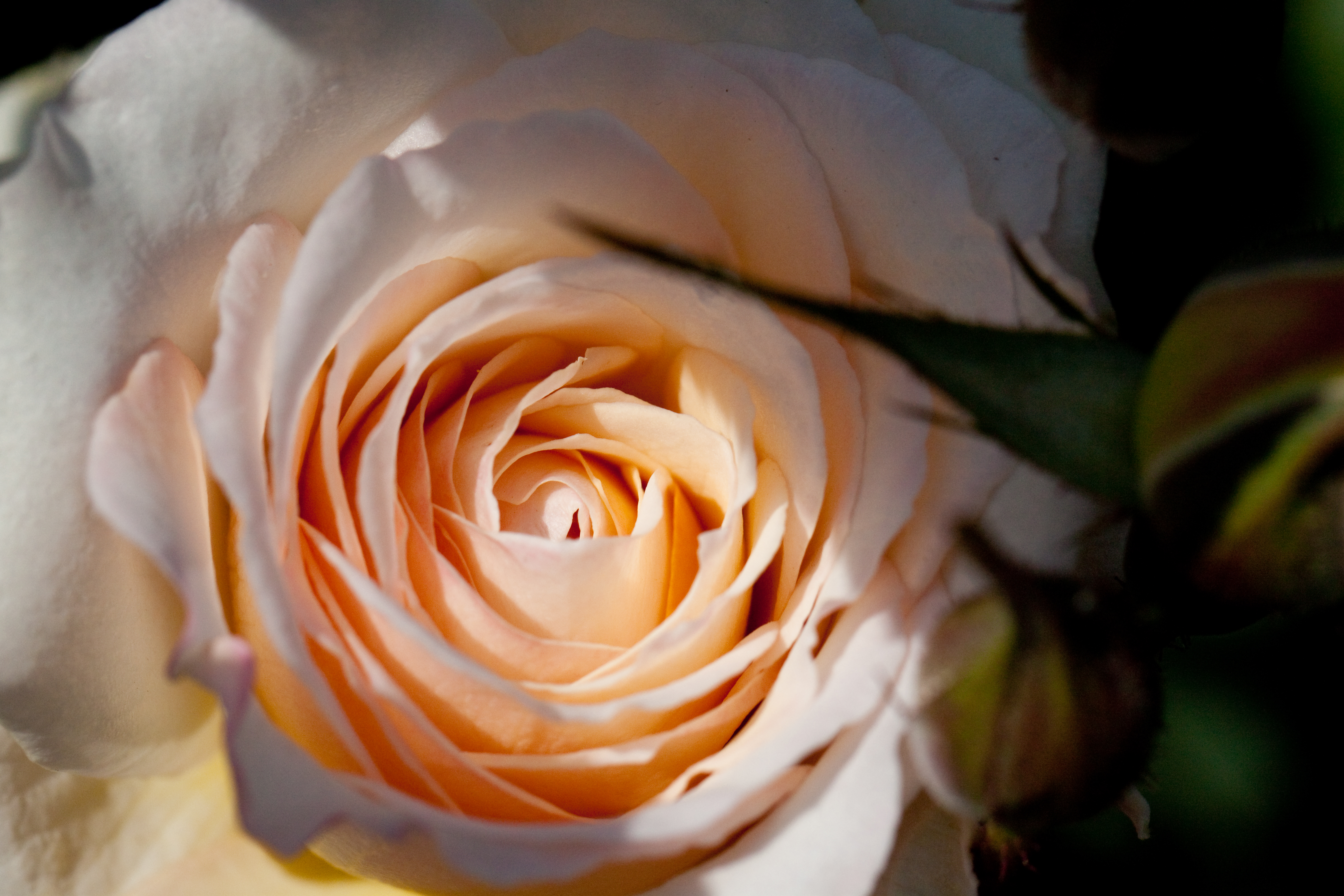
'Moonsprite'
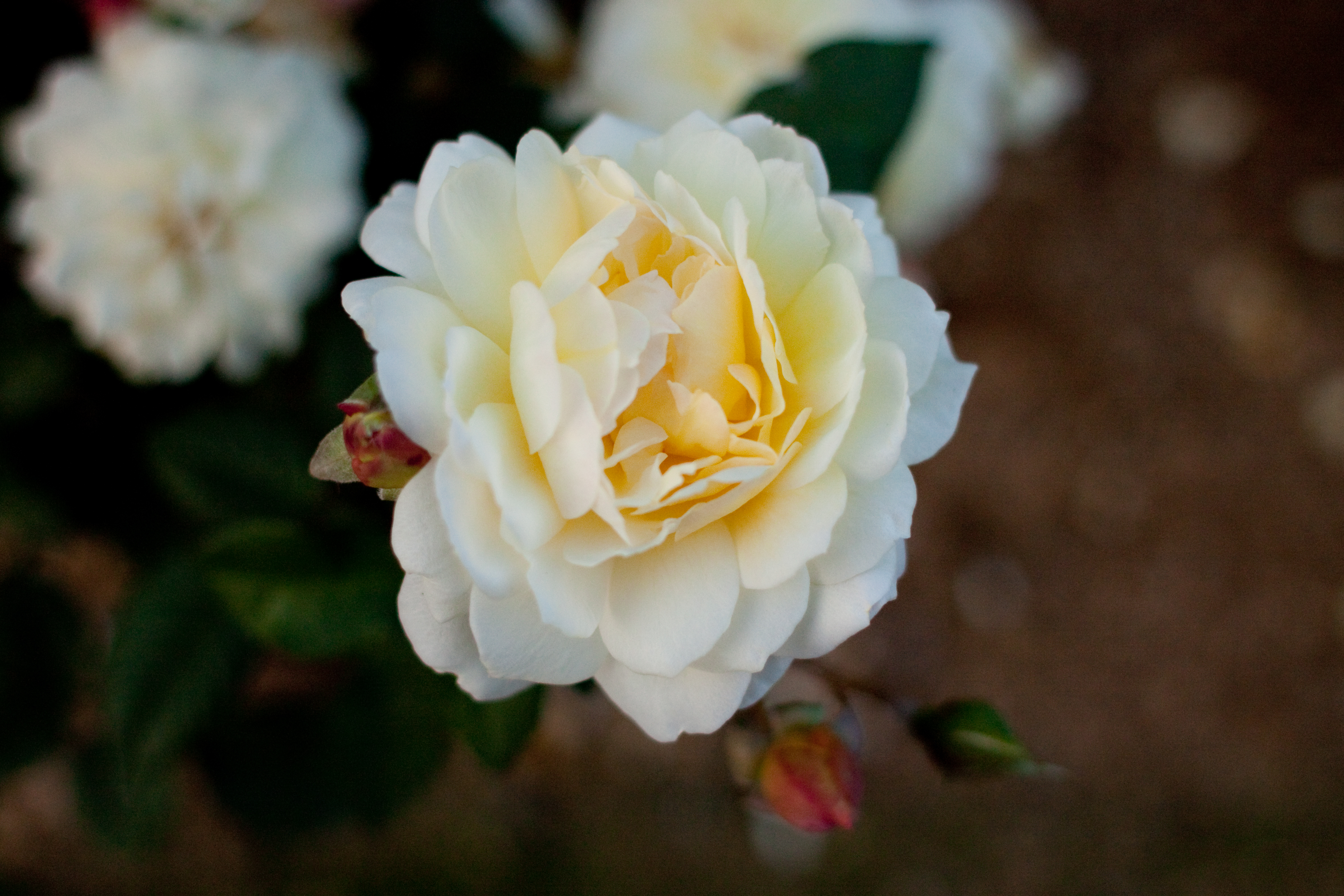
'Moonsprite'

## Cultivo
Aunque las plantas están generalmente libres de enfermedades, es posible que sufran de punto negro en climas más húmedos o en situaciones donde la circulación de aire es limitada.
Las plantas toleran media sombra, a pesar de que se desarrollan mejor a pleno sol. En América del Norte son capaces de ser cultivadas en USDA Hardiness Zones 6b a más cálido. La resistencia y la popularidad de la variedad han visto generalizado su uso en cultivos en todo el mundo.
Puede ser utilizado para las flores cortadas, borduras, contenedores o jardín. Vigorosa. En la poda de primavera es conveniente retirar las cañas viejas y madera muerta o enferma y recortar cañas que se cruzan. En climas más cálidos, recortar las cañas que quedan en alrededor de un tercio. En las zonas más frías, probablemente hay que podar un poco más que eso. Requiere protección contra la congelación de las heladas invernales.